# Leucauge nigricauda
Leucauge nigricauda är en spindelart som beskrevs av Simon 1903. Leucauge nigricauda ingår i släktet Leucauge och familjen käkspindlar. Inga underarter finns listade i Catalogue of Life.